# 淺蟲勾氏介
淺蟲勾氏介（学名：Gouiecythere asamushiensis）为彎貝介科勾氏介屬下的一个种。